# Hangfire
Hangfire (br: Uma Cidade em Perigo) é um filme estadunidense de 1991 dos gêneros "ação" e "policial" escrito por Brian D. Jeffries dirigido por Peter Maris.

## Sinopse
Perigosos prisioneiros liderados pelo psicopata Kuttner, fogem de uma penitenciária no Novo México e vão para uma pequena cidade, onde fazem de reféns vários moradores do local. Dentre os reféns está Maria, esposa do xerife da cidade Ike, que consegue não ser capturado, juntamente com seu parceiro Billy. A situação se agrava quando chegam para enfrentar os criminosos, soldados do exército comandados pelo truculento e incompetente coronel Johnson. A única esperança de evitar o massacre é Ike, que retorna à cidade disposto a emboscar e enfrentar os bandidos um a um.

## Elenco principal
- Brad Davis...xerife Ike Slayton
- Kim Delaney...Maria Montoya Slayton
- Ken Foree...Billy
- Lee de Broux...Kuttner
- Jan-Michael Vincent...coronel Johnson
- George Kennedy...Diretor do presídio E. Barles
- Yaphet Kotto...Tenente da polícia estadual
- Lou Ferrigno...Smitty